# الإمبراطورية الفارسية
33°N 53°E / 33°N 53°E
الإمبراطورية الفارسية أو فارس (بالفارسية:شاهنشاهي پارس) هو الاسم التاريخي للمنطقة التي قامت عليها الإمبراطوريات والدول الفارسية، والتي تشكل اليوم إيران. تقع الإمبراطورية الفارسية شرق شبه الجزيرة العربية. تأسست الإمبراطورية الفارسية عام 559 ق.م. بواسطة كورش. وتعتبر الإمبراطورية الفارسية التي تُعرف بدولة الفرس أو الدولة الكسروية، والتي تُعتبر من الدول الكبرى التي سادت المنطقة قبل العصر الإسلامي. 

## الحالة السياسية والاقتصادية
كانت الإمبراطورية الساسانية تحكم بلاد إيران في القرن السابع الميلادي، ويكون الفرس مادة الإمبراطورية، ولكنها أخضعت الترك في بلاد ما وراء النهر، والعرب في العراق، وكانت حدودها الغربية غير مستقرة حسب قوتها، فأحياناً تغلب على أطراف بلاد الشام كما حدث سنة 614م عندما اجتاحت بلاد الشام واستولت على بيت المقدس، ولم يستسلم هرقل امبراطور الروم بل أعاد تنظيم بلاده، وإعداد جيوشه وهزم الفرس في آسيا الصغرى سنة 622م، ثم استعاد منهم سوريا سنة 625م، ثم هزمهم هزيمة سنة 627م قرب أطلال نينوى، مما أدى إلى ثورة العاصمة ضد كسرى الثاني، وعقد خليفته شيرويه الصلح مع هرقل، على أن أحوال الدولة الفارسية لم تستقر بعد ذلك، إذ تكاثرت الثورات والانقلابات الداخلية، حتى تعاقب على عرش فارس في التسع السنوات التالية أربعة عشر حاكماً، مما مزّق أوصال دولة الفرس، وجعلها مسرحاً للفتن الداخلية، حتى أجهز عليها العرب المسلمون في حركة الدخول. هذا عن الأحداث السياسية والعسكرية التي مرت على بلاد فارس.

## الحياة الاقتصادية
احتكر الأقوياء الثروة ومصادرها، وانهمكوا في مباهج الحياة وملذاتها، وزادوا من ثرائهم بالربا الفاحش والمكوس، والضرائب الثقيلة التي فرضوها على الضعفاء من الفلاحين والعامة، فزادوا فقراً وتعاسة، وحرّموا على العامة أن يشتغل الواحد منهم بغير الصناعة التي مارسها أبوه، وكان العامة من سكان المدن يدفعون الجزية كالفلاحين، ويشتغلون بالتجارة والحرف، وهم أحسن حالاً من الفلاحين الذين كانوا تابعين للأرض، ومجبرين على السخرة، ويُجرُّون إلى الحروب بغير أجرٍ ولا إرادة. وكانت الجباة للضرائب لا يتحرزون من الخيانة واغتصاب الأموال في تقدير الضرائب وجبايتها، وكانت الضرائب تُفرض بصورة اعتباطية وخاصةً وقت الحروب.

## الحالة الدينية والفكرية
لم يعرف الفرس الديانات الإبراهيمية التي سبقت ظهور الإسلام إلا بنطاق محدود جداً، وكان أكثرهم من معتنقي الزرادشتية، فمنذ القرن الثالث الميلادي صارت الزرادشتية ديناً للدولة، وحاول كسرى الثاني تجديد الزرادشتية وإحياء معابد النيران ونشر تفسير جديد لكتابها الآفستا، وكانت عقوبة من يخرج عليها الإعدام، [بحاجة لمصدر] وتقوم العقيدة الزرادشتية على الثنوية، أي وجود إلهين في الكون هما إله النور أهورامزدا وإله الظلام (أهريمان) وهما يتنازعان السيطرة على الكون، ويقف البشر الأخيار مع إله الخير، والأشرار مع إله الظلام، وتقدس الزرادشتية النار، وقد أقيمت معابد النيران في أرجاء الدولة، ويعرف رجال الدين الزرادشتيون بالموابذة وكل منهم يرأس مجموعة يسمون الهرابذة وهم الذين يخدمون نار المعبد في كل قرية.

## معرض صور